# Ласине Синайоко
Ласине Санайоко (на френски: Lassine Sinayoko) е малийски футболист, играещ като нападател за френския Оксер и националния отбор на Мали. Участник в Купа на африканските нации 2021 и 2023. През 2024 на последните бележи 3 гола: (втория за отбора си срещу ЮАР за победата с 2:0, единствения срещу Тунис при равенството 1:1 и втория гол на 1/8 финала срещу Буркина Фасо за победата с 2:1).

## Успехи
Оксер Б
- Насионал 3 (5 ниво)
  -  Носител (1): 2019/20